# Gertrude Zeisler
Gertrude Zeisler geb. Lion (13. Oktober 1888 in Liberec – mutmaßlich 1942) war ein österreichisches Opfer des Nationalsozialismus, deren Briefe aus dem Ghetto Kielce publiziert wurden.

## Leben
Gertrude, die sich selbst Traud nannte, war die Tochter von Emilie Lion geb. Utitz (1859–1931) und Rudolf Lion (ca. 1858–1920). Sie hatte drei Brüder (Arthur, Manfred und Robert) und eine Schwester (Ilka). Sie heiratete den Rechtsanwalt Max Zeisler, der Schweizer Staatsbürger war, und arbeitete nach der Heirat in dessen Kanzlei. Ihr Ehemann verstarb bereits am 16. Mai 1926. Sie wohnte lange Jahre in der Straßergasse 13 in Wien-Döbling und musste unter dem NS-Regime ihre Wohnung verlassen. Aufgrund ihrer jüdischen Abstammung verlor sie nach der Annexion Österreichs auch ihren Arbeitsplatz in einer Rechtsanwaltskanzlei. Als letzter Wohnort wird eine Sammelwohnung in der Rotenturmstraße 17 angegeben. Sie wurde am 19. Februar 1941 von Wien ins Ghetto Kielce deportiert. Sie überlebte den Holocaust nicht.
Ihre Briefe und Postkarten aus dem Ghetto Kielce wurden transkribiert und 1981 von ihrer Nichte Gerda Hoffer auf Englisch übersetzt und veröffentlicht. Die deutschsprachige Publikation folgte im Jahr 2009. Einige Schreiben sind auch im Internet verfügbar. Die Briefe zeichnen ein plastisches Bild des Alltagslebens im Ghetto, wie sehr die Insassen auf Hilfe von Freunden und Bekannten angewiesen und wie knapp die Ressourcen waren.
Das letzte Lebenszeichen stammt vom 13. August 1942. Eine Woche später begannen die deutschen Streitkräfte, das Ghetto zu liquidieren. Mutmaßlich in der zweiten August-Hälfte 1942 wurde Traud Zeisler im Vernichtungslager Treblinka oder auf dem Transport dorthin ermordet.
Ein Brief ihrer in Zürich lebenden Cousine Olga Borges vom Oktober 1942 wurde mit Vermerk „Empfänger verzogen 21/10 42“ retourniert.

## Zitat
Am 7. November 1941 beschrieb Zeisler ihren Alltag im Ghetto mit den Worten:

„If there were only a chance of finding some kind of work. Unfortunately, it is impossible, especially for women. My friend tried to harvest potatoes for one day. She gave up, although she is a younger and more industrious worker then me. In the evening she was on the verge of collapse and all she had accomplished was to ruin her last dress and shoes … The world looks very gray.“

## Buchpublikationen
Zeislers Briefe und Postkarten wurden zuerst auf Englisch, schließlich auch auf Deutsch veröffentlicht:
- I Did Not Survive: Letters from the Kielce Ghetto. Übersetzt und hg. von Gerda Hoffer, Einleitung von Martin Gilbert. 1981
- Traud Zeislers Briefe aus dem Ghetto in Kielce, 1941–1942, hrsg. von Gerda Hoffer, transkribiert von Matthias Schulz, o. O. o. D. (2009)

## Gedenken

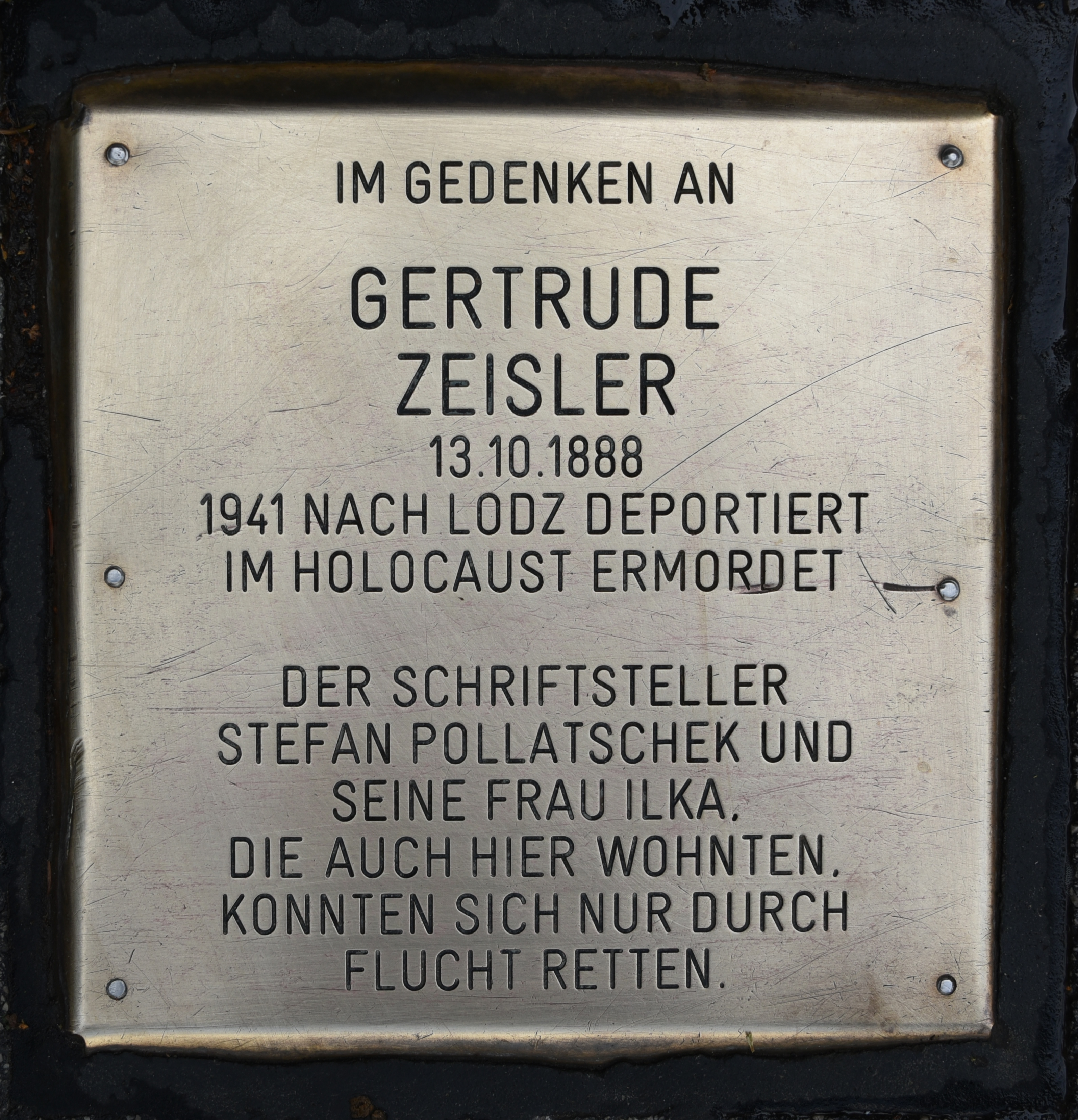
Erinnerungsstein für Gertrude Zeisler, Wien

Zur Erinnerung an Gertrude Zeisler wurde vom Wiener Verein Steine der Erinnerung ein Erinnerungsstein vor ihrem früheren Wohnsitz in der Straßergasse 13 verlegt. Die Inschrift auf der oberen Hälfte des Steins lautet: IM GEDENKEN AN GERTRUDE ZEISLER, 13.10.1888, 1941 NACH LODZ DEPORTIERT, IM HOLOCAUST ERMORDET. Die untere Hälfte des Erinnerungssteins ist Zeislers Schwester Ilka und deren Ehemann, dem Schriftsteller Stefan Pollatschek gewidmet, die Inschrift lautet: DER SCHRIFTSTELLER STEFAN POLLATSCHEK UND SEINE FRAU ILKA, DIE AUCH HIER WOHNTEN, KONNTEN SICH NUR DURCH FLUCHT RETTEN.